# خوان پینساس
خوان پینساس (اسپانیایی: Juan Pinzás‎؛ ۲۶ نوامبر ۱۹۵۵) فیلم‌نامه‌نویس، تهیه‌کننده و کارگردان اهل اسپانیا است.
از فیلم‌هایی که وی در آن‌ها نقش داشته‌است، می‌توان به پیامد اشاره نمود.